# Benthoctopus profundorum
Benthoctopus profundorum är en bläckfiskart som beskrevs av Robson 1932. Benthoctopus profundorum ingår i släktet Benthoctopus och familjen Octopodidae. Inga underarter finns listade i Catalogue of Life.